# Morbihan
Morbihan (56; en bretón Ar Mor-Bihan) es un departamento francés situado en la región de Bretaña.  Recibe su nombre del golfo de Morbihan, que en bretón significa «mar pequeño», de Mor, el mar, y bihan, pequeño. La prefectura (capital) es Vannes (en bretón Gwened).

## Demografía
| 1801    | 1831    | 1841    | 1851    | 1856    | 1861    | 1866    |
| ------- | ------- | ------- | ------- | ------- | ------- | ------- |
| 401.215 | 433.522 | 447.898 | 478.172 | 473.932 | 486.504 | 501.084 |
| 1872    | 1876    | 1881    | 1886    | 1891    | 1896    | 1901    |
| 490.352 | 506.573 | 521.614 | 535.256 | 544.470 | 552.028 | 563.468 |
| 1906    | 1911    | 1921    | 1926    | 1931    | 1936    | 1946    |
| 573.152 | 578.400 | 546.047 | 543.175 | 537.528 | 542.248 | 506.884 |
| 1954    | 1962    | 1968    | 1975    | 1982    | 1990    | 1999    |
| 520.966 | 530.833 | 540.474 | 563.588 | 590.889 | 619.838 | 643.873 |

Notas a la tabla:
- 1857: la comuna de Lacunolé se separa de Morbihan para incluirse en Finisterre.

Las mayores ciudades del departamento son (datos del censo de 1999):
- Lorient: 59.189 habitantes, 116.174 en la aglomeración, que también incluye –entre otras- Lanester (21.897 hab.) y Ploemeur (18.304 hab.).
- Vannes: 51.759 habitantes, 60.062 en la aglomeración.
- Auray: 10.911 habitantes, 19.125 en la aglomeración.
- Hennebont: 13.412 habitantes, 18.807 en la aglomeración.

## Geografía
Tiene un área de 6.823 km², que en términos de extensión es equivalente a la mitad de Montenegro. Limita con los departamentos de Finisterre al oeste, Costas de Armor al norte, e Ille y Vilaine y Loira Atlántico al este. En el sur está bañado por el océano Atlántico. Las costas son muy recortadas, con estuarios invadidos por el mar (rías) y numerosas islas, como las de Houat, Hoëdic, Belle-Île-en-Mer, Île de Groix y toda una multitud en el interior del golfo de Morbihan.

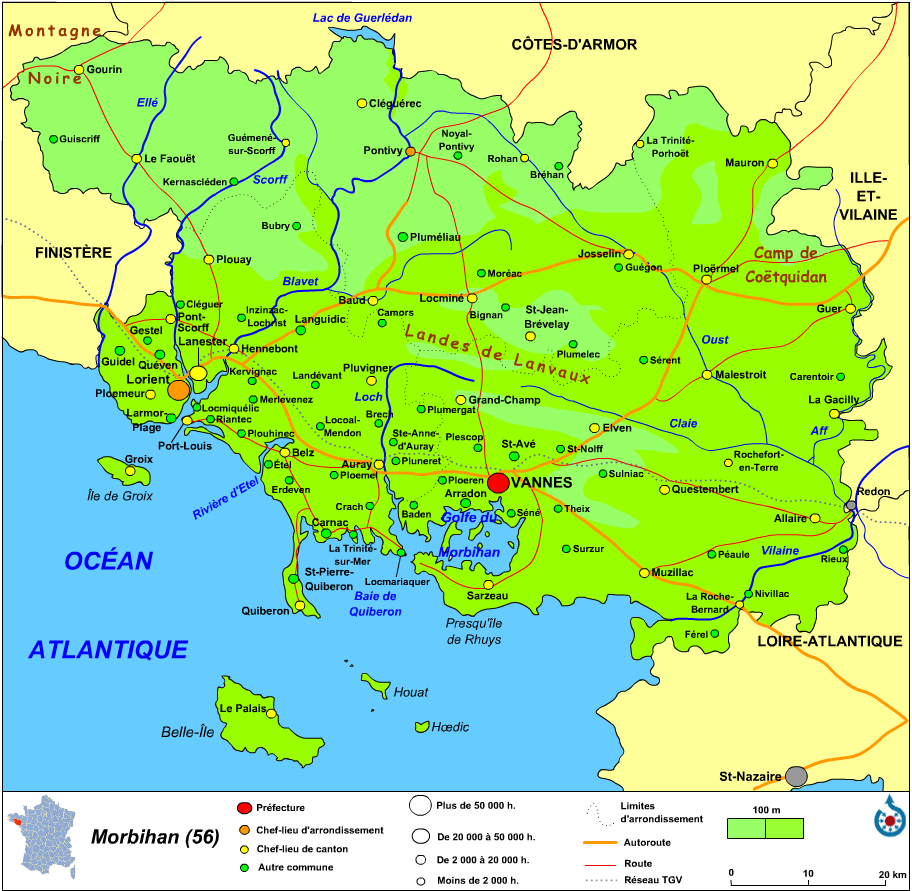
Mapa.

## Relaciones Internacionales
Uno de sus municipios, Saint-Nolff, se encuentra hermanado con Pedrajas de San Esteban (Valladolid), España, desde el año 1991.